# Národní knihovna České republiky
Národní knihovna České republiky (zkráceně Národní knihovna ČR, NK ČR) je největší knihovnou v Česku a zároveň jednou z nejstarších českých veřejných knihoven. Je příspěvkovou organizací Ministerstva kultury a ústřední knihovnou systému knihoven v Česku. Sídlí v historické budově bývalé jezuitské koleje Klementinum v Praze na Starém Městě. Její součástí je Slovanská knihovna, která však v odborných knihovnických záležitostech požívá autonomního postavení.
Národní knihovna ČR je knihovnou s univerzálním knihovním fondem zaměřeným na potřeby vysokých škol univerzitního typu a vědeckých pracovišť v oblasti společenských a přírodních věd, kultury a umění. Shromažďuje zejména bohemikální literaturu, kterou trvale uchovává v konzervačním fondu; má právo povinného výtisku (2 exemplářů) všech publikací vydaných na území Česka. Její historický fond je cenný i v evropském měřítku.

## Historie

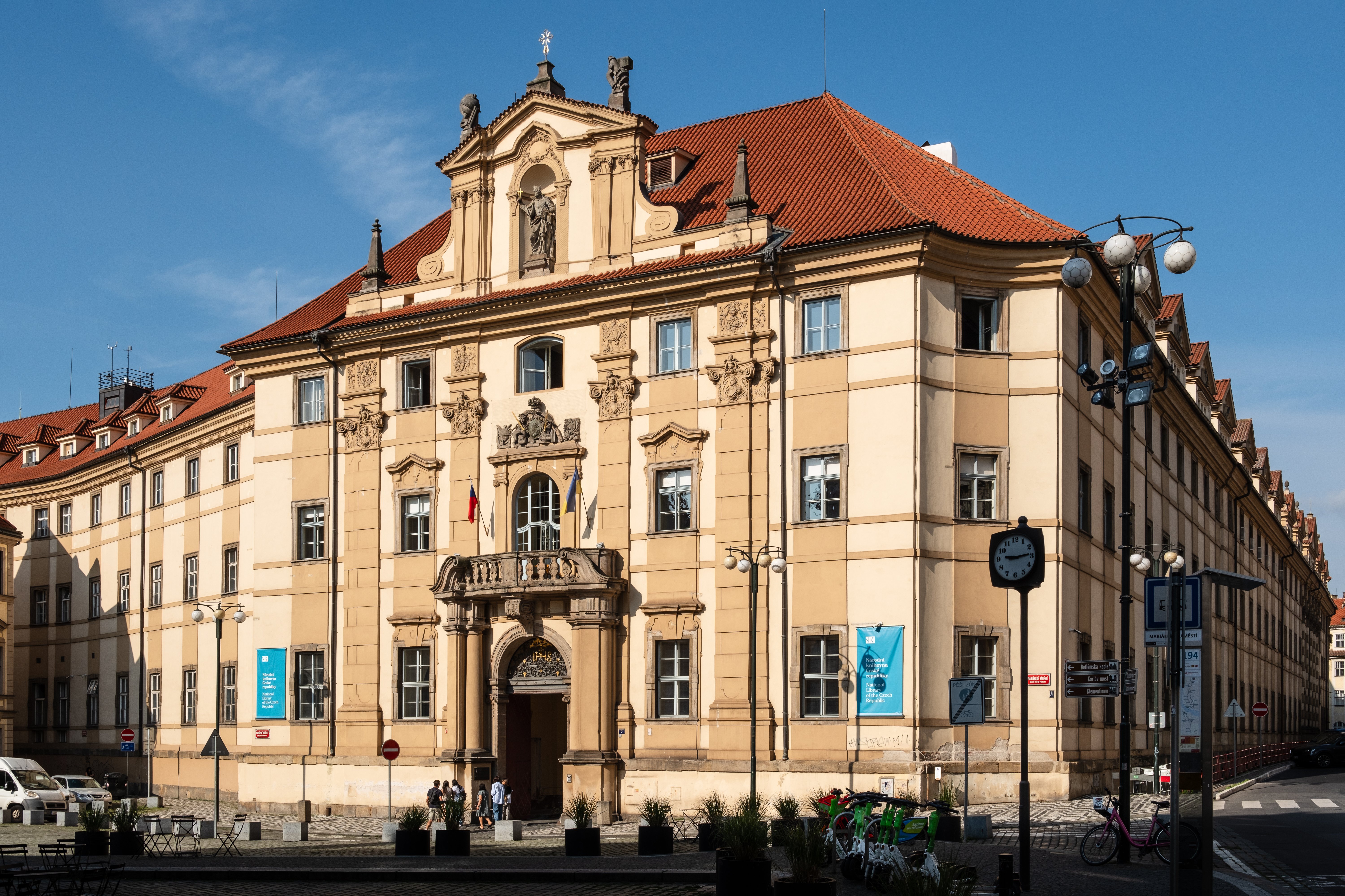
Budova Klementina

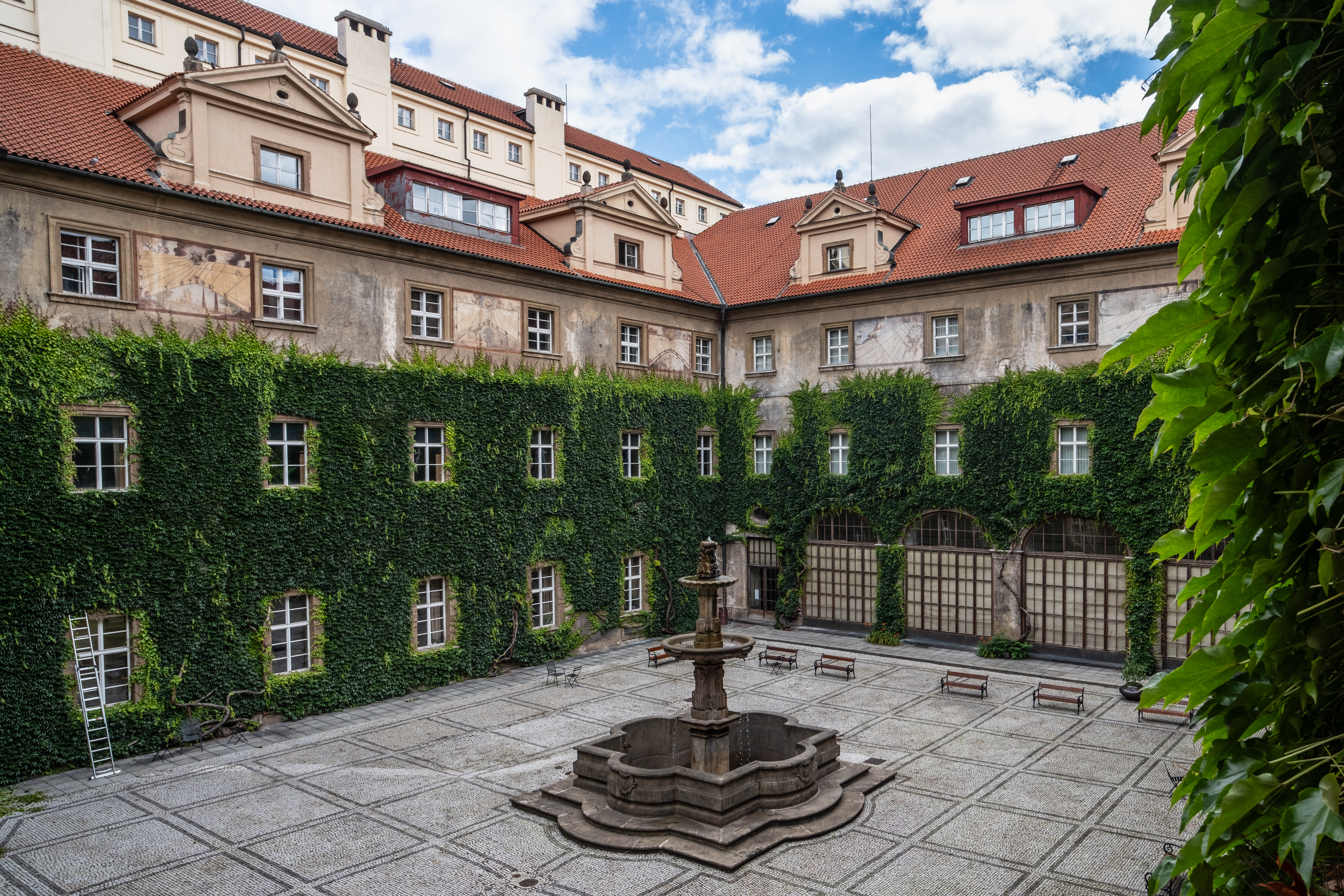
Nádvoří Klementina, současného sídla Národní knihovny

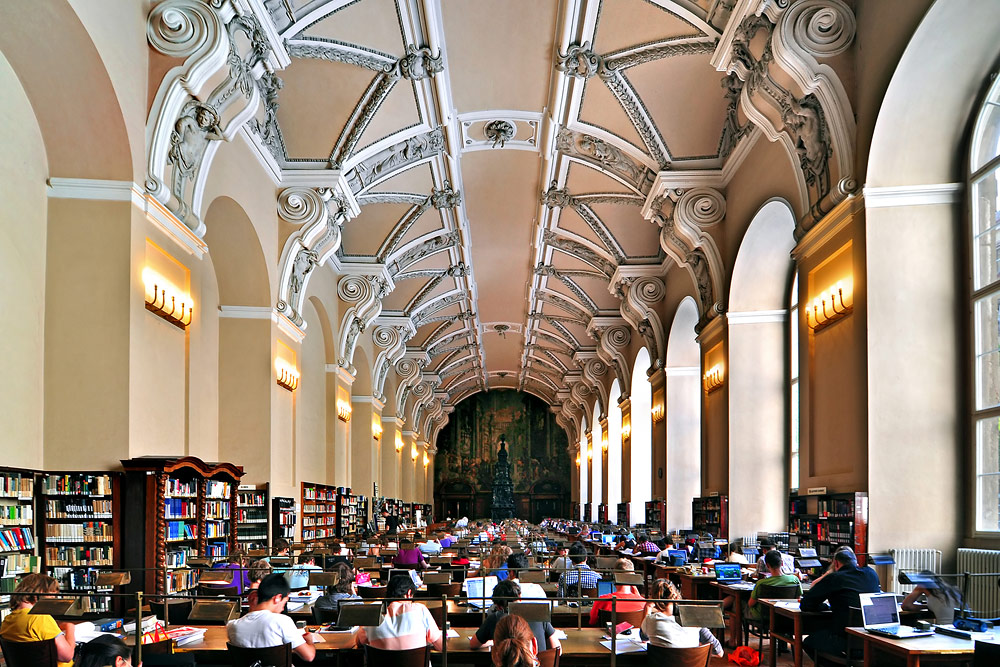
Letní refektář jezuitské koleje v Klementinu. Dnes slouží jako Všeobecná studovna

### Karolinské a klementinské knihovny (do roku 1777)
Knihovna prošla v historii složitým vývojem. Protože byla spjatá jednak s budovou Klementina, jednak s pražskou univerzitou (resp. univerzitami), sahají její počátky daleko před rok 1777, kdy byla založena veřejná c. k. Universitní knihovna. Jejími předchůdkyněmi byly:
- Stará knihovna karolinská: brzy po založení Karlovy univerzity, pravděpodobně roku 1366, vznikla knihovna při Karlově koleji, jejímž základem byl dar Karla IV. ; další koleje měly též své samostatné knihovny, a to až do roku 1622
- Stará knihovna klementinská: knihovnu založili jezuité brzy po svém příchodu do Klementina roku 1556; sloužila jejich zde sídlící latinské škole, později Klementinské koleji, která získala roku 1616 status vysokého učení; v době stavovského povstání 1618–1620, kdy byli jezuité vyhnáni, spravovali knihovnu mistři Univerzity Karlovy
- Nová knihovna klementinská: roku 1622 přešla Karlova univerzita pod správu jezuitů a knihovny kolejí byly přemístěny do Klementina ; knihovna zde zůstala jako univerzitní i po zrušení jezuitského řádu roku 1773
- Nová knihovna karolinská: roku 1638 byly právnická a lékařská fakulta odděleny od jezuitské koleje a bylo jim vráceno Karolinum; vybudovaly si vlastní knihovnu (od r. 1726 veřejnou), která zůstala samostatná i po opětném spojení fakult v Karlo-Ferdinandovu univerzitu roku 1654; po zrušení jezuitského řádu bylo rozhodnuto o jejím přenesení do Klementina

### Veřejná a universitní knihovna (1777–1918)
Po zrušení jezuitského řádu byla univerzitní knihovna, hlavně zásluhou hraběte Františka Josefa Kinského, prohlášena dekretem Marie Terezie z 6. února 1777 veřejnou c. k. Universitní knihovnou. Zároveň došlo k jejímu sloučení s knihovnami ze zrušených jezuitských kolejí a se třemi knihovnami hrabat Kinských
Jeden z prvních ředitelů knihovny byl Karel Rafael Ungar, který založil roku 1781 v rámci univerzitní knihovny tzv. Národní knihovnu (Bibliotheca nationalis), tj. sbírku jazykově české literatury. Pro knihovnu vymohl roku 1782 povinný výtisk od pražských tiskařů, který byl od roku 1807 vyhláškou gubernia rozšířen na celé území Čech. V letech 1782–1787 získala knihovna velké množství literatury z klášterů, které v roce 1781 zrušil Josef II. Fondy byly dále rozšiřovány díky darům a nákupům soukromých sbírek, významné byly i výměny duplicitních svazků s jinými knihovnami. Ungar také stanovil základní koncepci rozčlenění knihovních fondů a tím i fungování celé instituce. Pod jeho vedením bylo započato s vytvářením lístkového katalogu. V letech 1848–1861 byl ředitelem Pavel Josef Šafařík. V roce 1887 byl název knihovny změněn na c. k. Veřejná a universitní knihovna. Po rozdělení Karlo-Ferdinandovy univerzity v roce 1882 na českou a německou univerzitu zůstala knihovna pro obě nové školy společnou.

### Národní a universitní knihovna a Státní knihovna ČSR (1918–1990)
Roku 1918 převzal Veřejnou a universitní knihovnu československý stát. V následujících letech se její fond rychle rozrůstal o dary ze zahraničí a odkazy významných osobností (knihovna F. X. Šaldy, Bernarda Bolzana, Josefa Thomayera), byla získána Pražská lobkovická knihovna a knihovna Thun-Hohensteinů. V roce 1919 se stal součástí knihovny nově založený Československý ústav bibliografický. V roce 1924 byla založena Slovanská knihovna, která byla do Klementina přemístěna v roce 1929. V roce 1924 bylo Klementinum od pražského arcibiskupství vykoupeno státem a následně proběhla úprava areálu pro potřeby knihovny. 7. března 1925 byla zvláštním výnosem ministerstva školství a národní osvěty zřízena Národní knihovna jako zvláštní oddělení určené pro shromažďování bohemik. V roce 1935 byla knihovna přejmenována na Národní a universitní knihovnu; současně byl vydán zákon o povinném výtisku.
Po uzavření českých vysokých škol v roce 1939 byla knihovna uzavřena, poté znovu otevřena, ale pouze pro příslušníky německé univerzity a německých úřadů, pro Čechy jen na zvláštní povolení. Na čas (1941–1945) opět změnila jméno, na Zemská a universitní knihovna. Za okupace byly do knihovny sváženy fondy zrušených institucí, v roce 1943 odtud byly naopak odváženy historické fondy do bezpečí mimo Prahu (na hrad Karlštejn, na Zlatou Korunu ap.) – po válce se vrátily zpět. Při rušení klášterů v 50. letech knihovna přebírala sbírky z tamních knihoven. Tehdy byl také zřízen zvláštní fond pro „nežádoucí literaturu“, která se soustřeďovala z veřejných knihoven a k níž byl jen velmi obtížný přístup.
Roku 1958 byla knihovna sloučena s několika dalšími pražskými knihovnami a dále působila pod názvem Státní knihovna ČSR (Státní knihovna Československé republiky, od roku 1960 Státní knihovna Československé socialistické republiky, od roku 1969 Státní knihovna České socialistické republiky). V tomto období již prostory Klementina pro uložení dalších přírůstků nedostačovaly a bylo nutno knihy ukládat v depozitářích na hradech a zámcích a v jiných budovách ke skladování knih nevhodných. V 80. letech vstoupila do knihovny automatizace a zahájil se automatizovaný tisk národní bibliografie.

### Ředitelé a správci knihovny
V době působení jezuitů byl v letech 1623–1625 a pak znovu v letech 1628-1644 správcem klementinské knihovny kazatel a literát Jiří Plachý-Ferus.

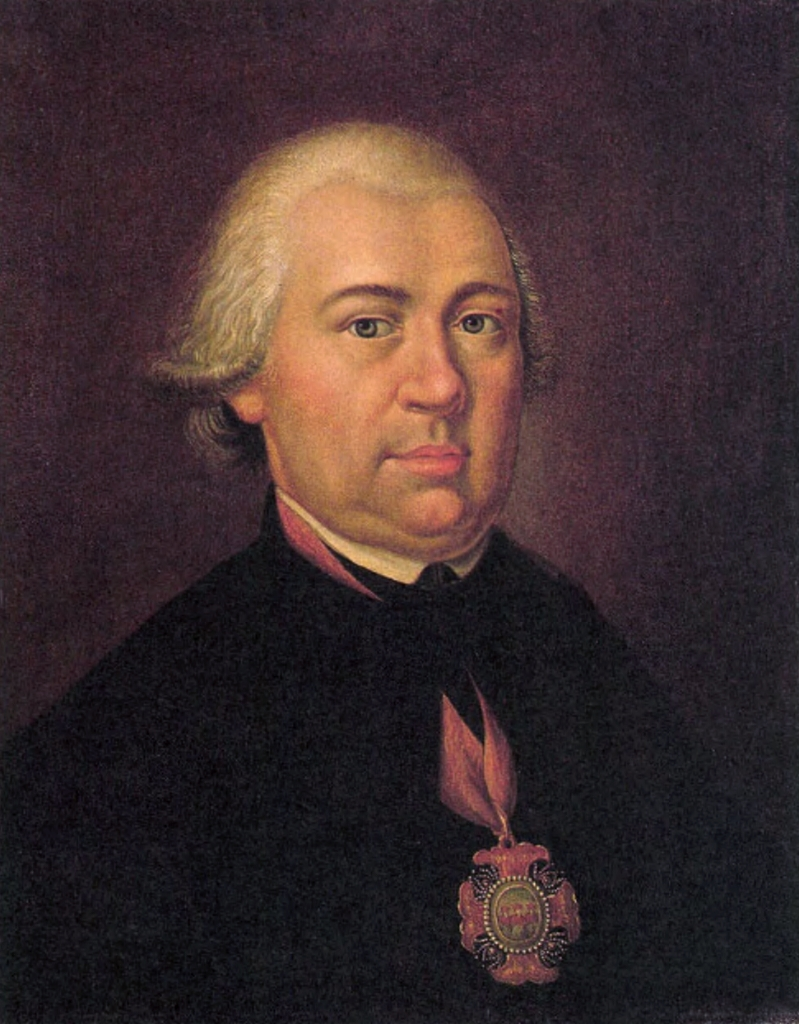
Karel Rafael Ungar (1744–1807), v čele knihovny 1780–1807 (v období 1780–1789 ve funkci správce)

|  | 1777–1778         | František Josef Kinský (1739–1805)                                            |
|  | 1778–1789         | František Xaver Věžník (1732–1789)                                            |
|  | 1789–1807         | Karel Rafael Ungar (1744–1807), v období 1780–1789 vykonával funkci správce   |
|  | VII/1807–XI/1807  | Josef Bernard Müller (zemřel 1815), pověřený správou knihovny                 |
|  | 1807–1809         | František Faustin Procházka (1749–1809)                                       |
|  | 1809–1810         | Josef Bernard Müller (zemřel 1815), pověřený správou knihovny                 |
|  | 1810–1825         | František Posselt (1753–1825)                                                 |
|  | 1825–1828         | Karel Fischer (1755/1757–1844), pověřený správou knihovny                     |
|  | 1828–1847         | Antonín Spirk (1787–1847)                                                     |
|  | 1848–1860         | Pavel Josef Šafařík (1795–1861), v období 1847–1848 pověřený správou knihovny |
|  | 1860–1869         | Ignác Jan Hanuš (1812–1869)                                                   |
|  | 1869–1870         | Johann Friedrich Dambeck (?), pověřený správou knihovny                       |
|  | 1870–1895         | Antonín Zeidler (1822–1913)                                                   |
|  | 1896–1897         | Václav Schulz (?)                                                             |
|  | 1897–1919         | Richard Kukula (1857–1927)                                                    |
|  | 1920–1930         | Jaromír Borecký (1869–1951), v období I/1919–I/1920 jako prozatímní správce   |
|  | 1930–1938         | Jan Emler (1877–1951)                                                         |
|  | 1939–1945         | Jindřich Hrozný (1885–1952)                                                   |
|  | 1945–1948         | Josef Bečka (1894–1955), v období 1945–1947 jako prozatímní ředitel           |
|  | 1948–1949         | Vilém Závada (1905–1982), prozatímní správce s titulem přednosta              |
|  | 1949              | Miroslav Kaftan (1904–?), pověřený správou knihovny                           |
|  | 1949–1954         | Václav Čejchan (1904–1973), do podzimu 1949 pověřený správou knihovny         |
|  | 1954–1958         | Jan Petrmichl (1921–1964)                                                     |
|  | 1958–1959         | Vilém Závada (1905–1982)                                                      |
|  | II/1959–V/1959    | Josef Bleha (1920–2012), pověřený správou knihovny                            |
|  | 1959–1961         | Josef Hušek (1912–1981)                                                       |
|  | XI/1961–III/1962  | Josef Bleha (1920–2012), pověřený správou knihovny                            |
|  | 1962–1970         | Josef Vinárek (1920–2008)                                                     |
|  | 1970–1988         | Karel Kozelek (1920–1994)                                                     |
|  | 1988–1989         | Jaroslav Beránek (*1931)                                                      |
|  | XII/1989–III/1990 | Adolf Knoll (*1954), pověřený řízením knihovny                                |
|  | 1990–2004         | Vojtěch Balík (*1947)                                                         |
|  | 2004–2008         | Vlastimil Ježek (*1962)                                                       |
|  | 2008–2010         | Pavel Hazuka (1950–2023)                                                      |
|  | 2011–2015         | Tomáš Böhm (*1961)                                                            |
|  | III/2015–IV/2015  | Miroslav Rovenský (*1964), pověřený řízením knihovny                          |
|  | 2015–2017         | Petr Kroupa (*1953), pověřený řízením knihovny                                |
|  | 2017–2020         | Martin Kocanda (*1974)                                                        |
|  | 2020–2021         | Vít Richter (*1949)                                                           |
|  | od 2021           | Tomáš Foltýn (*1982)                                                          |

## Současnost

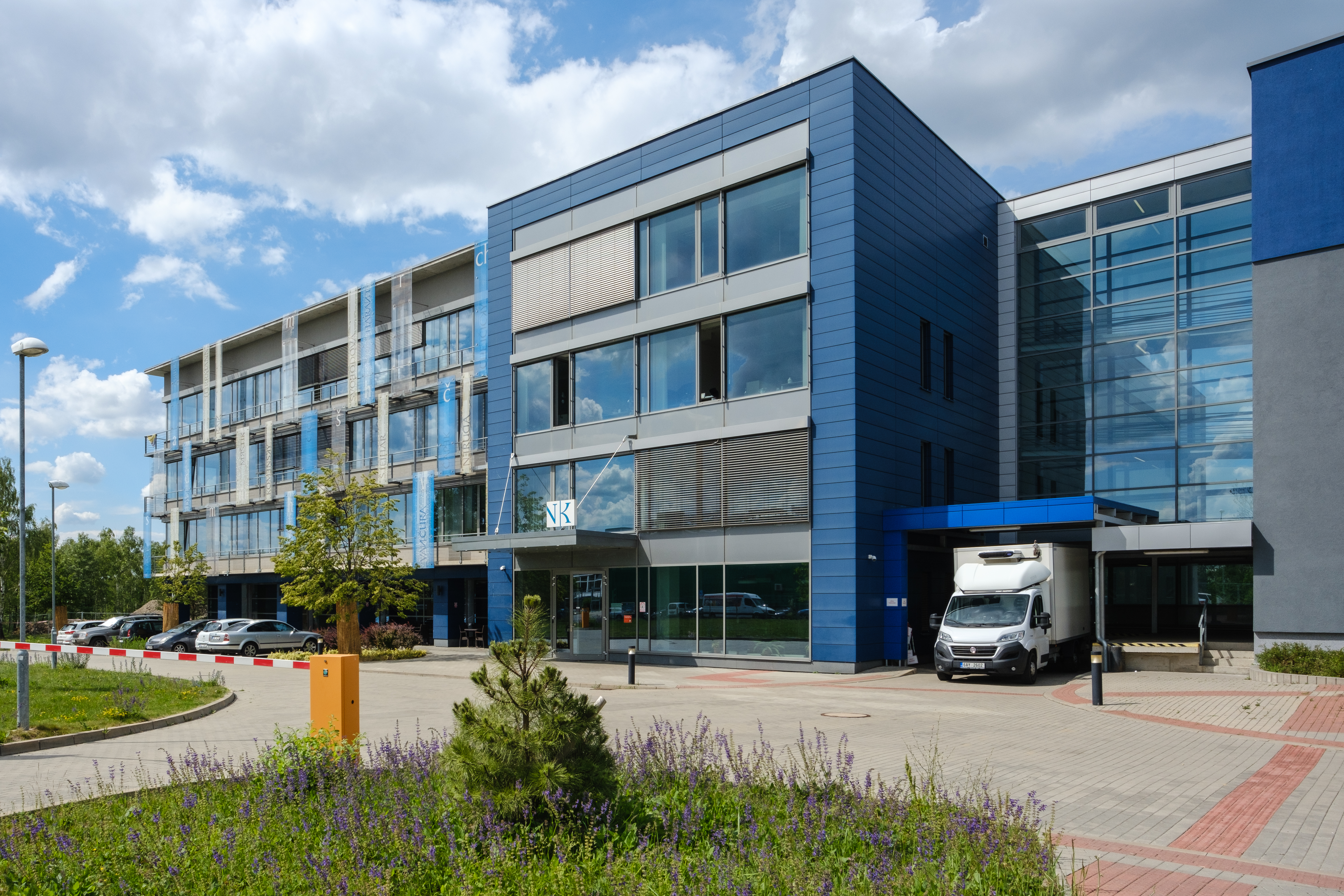
Centrální depozitář Hostivař

V roce 1990 byla knihovna přejmenována na Národní knihovnu v Praze, 1. ledna 1995 byl název upraven na Národní knihovna České republiky. Postupně byly vraceny konfiskáty z 50. let původním majitelům, knihovna navázala styky se zahraničními knihovnami. Rychlejším tempem pokračovala i automatizace. Od roku 1995 jsou nové přírůstky zpracovávány v knihovním systému, automatizován byl výpůjční systém, elektronický katalog je dostupný online. Postupně probíhá retrospektivní konverze lístkových katalogů, které byly nejprve pro online zpřístupnění alespoň naskenovány.

### Hlavní úkoly Národní knihovny jako centra systému knihoven
V Knihovním zákoně (Zákon č. 257/2001 Sb. – Zákon o knihovnách a podmínkách provozování veřejných knihovnických a informačních služeb) je vymezení poslání a úkolů Národní knihovny ČR věnován samostatný paragraf (§ 9):

Národní knihovna
(1) Národní knihovna je knihovnou s univerzálním knihovním fondem doplněným specializovanými fondy. Národní knihovna trvale uchovává konzervační fond a historický fond.
(2) Národní knihovna je centrem systému knihoven. V systému knihoven vykonává koordinační, odborné, informační, vzdělávací, analytické, výzkumné, standardizační, metodické a poradenské činnosti, v jejichž rámci zejména
a) formou souborného katalogu zpracovává evidenci knihovních dokumentů v knihovních fondech knihoven na území České republiky, kterou zpřístupňuje knihovnám,
b) zpracovává národní bibliografii a zabezpečuje koordinaci národního bibliografického systému,
c) plní funkci národní agentury pro mezinárodní standardní číslování knih a hudebnin,
d) plní funkci národního centra meziknihovních služeb České republiky,
e) plní funkci národního centra mezinárodní výměny oficiálních publikací,
f) zastupuje knihovny systému knihoven při jednání s kolektivními správci autorských práv ve věci úhrady odměn za užití předmětů ochrany podle zvláštního právního předpisu a provádí úhradu odměn za jejich půjčování,
g) zabezpečuje celostátní koordinaci regionálních funkcí a vyhodnocuje jejich plnění.

### Digitalizace

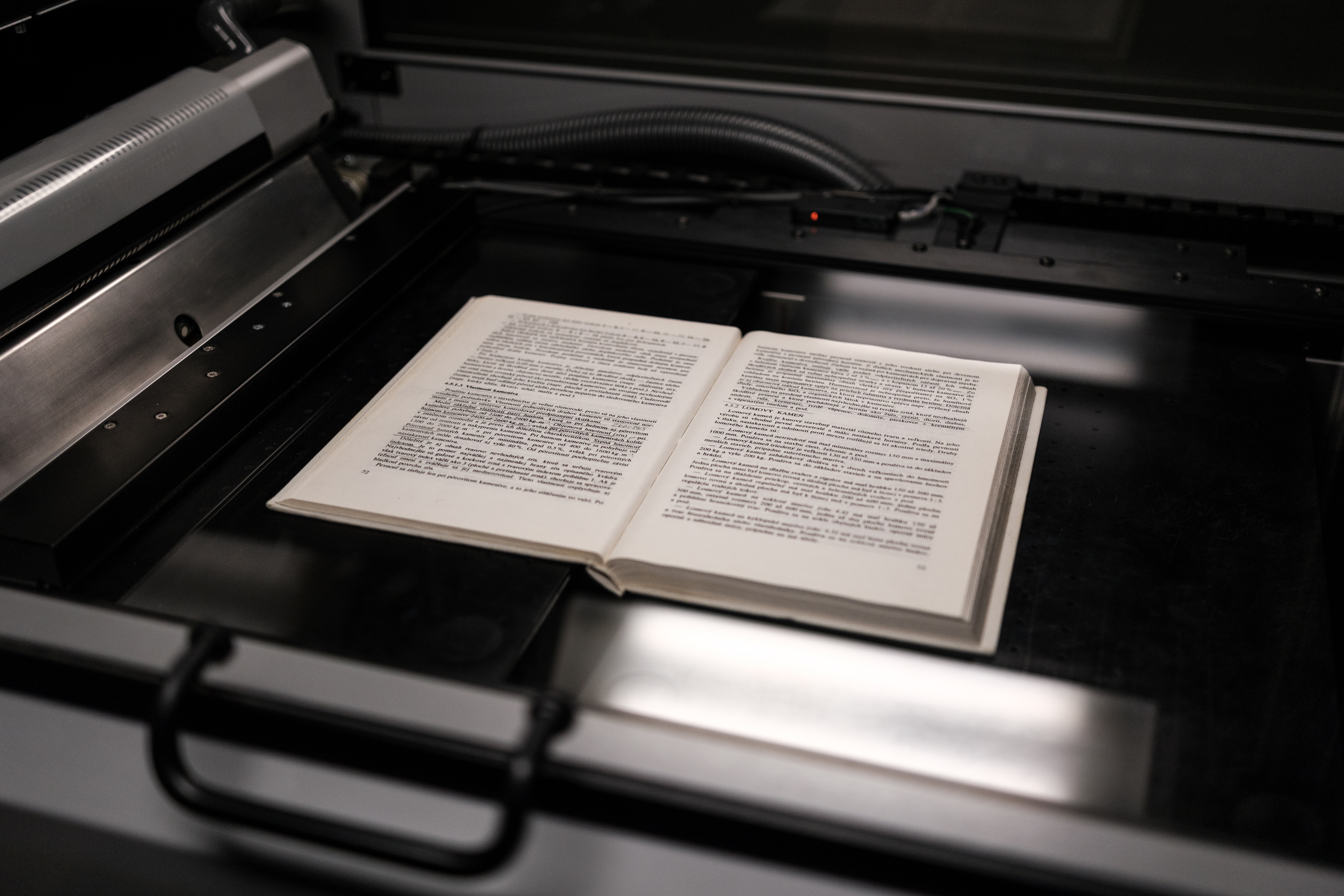
Digitalizace dokumentu na knižním robotickém skeneru na pracovišti NK ČR v Centrálním depozitáři Hostivař

Digitalizace začala v Národní knihovně ČR v letech 1992/1993 ve spolupráci s nynější českou firmou AiP Beroun. Národní knihovna byla průkopníkem v tvorbě standardů digitalizace v celosvětovém měřítku a později se zapojila do řady evropských projektů, v nichž došlo k dalšímu rozvoji zejména standardů týkajících se rukopisů a starých tisků. Několika pilotními projekty též podpořila v době jeho vzniku a prvních letech existence program UNESCO Paměť světa (první pilotní projekt programu je právě z Národní knihovny České republiky, r. 1993). V roce 2005 udělilo UNESCO, zejména díky digitalizaci a celosvětovému sdílení know-how, za významný příspěvek k ochraně a zpřístupnění dokumentového dědictví Národní knihovně světovou cenu Jikji jako prvnímu laureátu v historii.
Národní knihovna zpřístupňuje své digitální sbírky v digitálních knihovnách Manuscriptorium (historické fondy do roku 1800) a v Národní digitální knihovně (novodobé dokumenty vydané po roce 1800). V Manuscriptoriu je v květnu 2024 více než 170 tisíc rukopisů a starých tisků, z toho přes 120 tisíc z fondů Národní knihovny a zbytek od více než 200 partnerů z 29 zemí. Od r. 2008, kdy vznikla Europeana, Manuscriptorium za celé Česko i další partnery zpřístupňuje data vzniklá digitalizací rukopisů a starých tisků do portálu Europeana a několika dalších specializovaných portálů vč. profesionálních akademických služeb typu Resource Discovery (např. těch provozovaných firmami EBSCO, ProQuest a ExLibris).

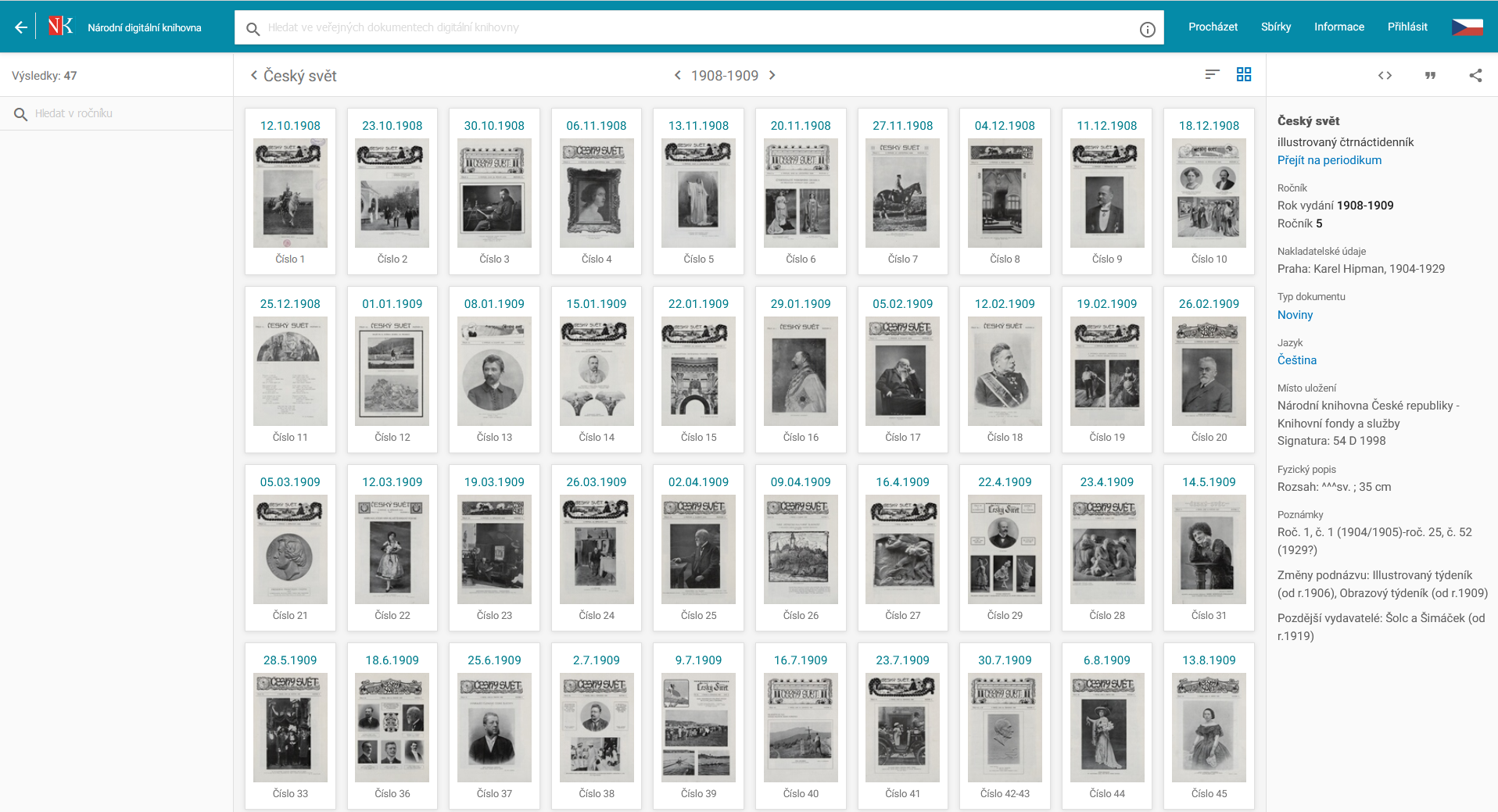
Národní digitální knihovna

Ve společném projektu se společností Google jsou digitalizovány další staré tisky a některé knihy z počátku 19. století ze Slovanské knihovny; celkem Google digitalizoval přes 190 tisíc knih (stav v květnu 2024). Tyto knihy jsou přístupné v digitální knihovně Google Books (i prostřednictvím katalogu starých tisků Národní knihovny a katalogu Slovanské knihovny), staré tisky pak postupně také v Manuscriptoriu.
V Národní digitální knihovně se zpřístupňují výsledky digitalizace novodobých dokumentů vydaných po roce 1800. Nárůst počtu digitalizovaných dokumentů zrychlil zejména po roce 2012, kdy se rozeběhla masová digitalizace novodobých knihovních fondů v rámci projektu Vytvoření Národní digitální knihovny, realizovaný ve spolupráci s Moravskou zemskou knihovnou v letech 2012–2014. V současné době činí přírůstek digitalizovaných stran přibližně 3,5 milionu ročně (údaj za roky 2022 a 2023). V květnu 2024 obsahuje Národní digitální knihovna více než 240 tisíc digitalizovaných knih a přes 5000 titulů novin, časopisů a dalších periodik. Vedle Národní digitální knihovny provozuje Národní knihovna také starší digitální knihovnou označovanou jako Kramerius 3, jejíž obsah (přibližně 8 700 000 stran) je postupně do NDK převáděn.

### Problémy s nedostatkem prostoru

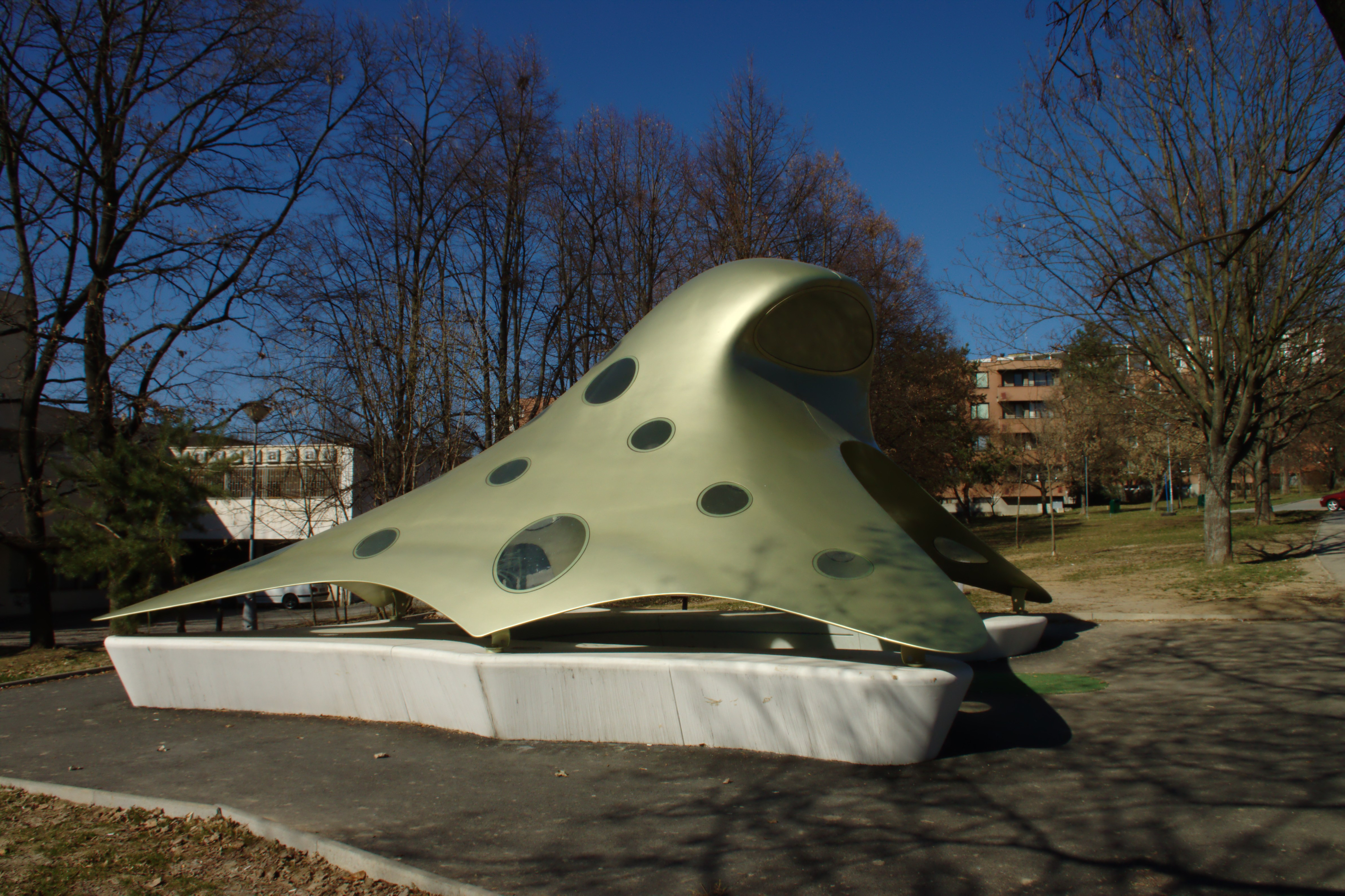
Model návrhu nové budovy Národní knihovny od Jana Kaplického (přístřešek na autobusové zastávce v brněnské čtvrti Lesná)

Již brzy po roce 1989 začala knihovna řešit kritický nedostatek skladovacích prostor. V roce 1996 byl dobudován a zprovozněn Centrální depozitář v Hostivaři, ale protože ani jeho kapacity nejsou neomezené, začalo se uvažovat o stavbě nové budovy. Nová knihovna měla nabídnout prostor pro deset milionů knih a přestěhovat se do ní měly svazky Národní knihovny vytištěné po roce 1801.

16. května 2006 byla vyhlášena mezinárodní architektonická soutěž na návrh Národní knihovny na Letenské pláni. 3. března 2007 byly vyhlášeny výsledky soutěže. Porota jako vítěze jednoznačně vybrala návrh Jana Kaplického z architektonického studia Future Systems. Národní knihovna měla být podle tohoto návrhu původně dostavěna v roce 2012. Kvůli sporům o regulérnost architektonické soutěže, pozemky pod zamýšlenou stavbou a financování knihovny však nastaly průtahy v realizaci. V červenci 2008 ministr kultury ČR Václav Jehlička konstatoval, že knihovna postavena nebude.
V současné době se rozvíjí koncepce Národní knihovny v rámci rekonstrukce Klementina a zvětšením kapacit v Hostivaři, kde je ke stávajícím dvěma budovám z let 1996 a 2014 přistavována budova další. Stavba druhé budovy Centrálního depozitáře v Hostivaři započala v říjnu 2011, pro veřejnost byla zpřístupněna v březnu 2014 a poskytla zázemí zejména pro uložení Národního konzervačního fondu a dalších fondů (například Konzervačního fondu 19. století), pracoviště digitalizace, zpracování fondů a další služby. V průběhu roku 2013 bylo do nové budovy přestěhováno přibližně 35 000 běžných metrů knihovních fondů, tvořených cca 1 800 000 dokumenty zejména ze staré budovy Centrálního depozitáře, z menší části také z Klementina. Stavba třetí depozitní budovy započala v dubnu 2024, v nové budově jsou plánovány úložné kapacity pro přibližně 3 miliony svazků, zázemí poskytne také odborným pracovištím knihovny, například vytvářenému Centru pro konzervaci a restaurování knihovních fondů.
Zároveň s navyšováním kapacit Centrálního depozitáře v Hostivaři probíhá od roku 2010 za provozu kompletní rekonstrukce Klementina. V roce 2019 vstoupila revitalizace barokního komplexu do závěrečné 3. etapy,  její dokončení je plánováno do konce roku 2026.